# Будне (Мазовецьке воєводство)
Будне (пол. Budne) — село в Польщі, у гміні Трошин Остроленцького повіту Мазовецького воєводства.
Населення — 199 осіб (2011).
У 1975-1998 роках село належало до Остроленцького воєводства.

## Демографія
Демографічна структура станом на 31 березня 2011 року:
|          | Загалом | Допрацездатний вік | Працездатний вік | Постпрацездатний вік |
| -------- | ------- | ------------------ | ---------------- | -------------------- |
| Чоловіки | 108     | 26                 | 67               | 15                   |
| Жінки    | 91      | 21                 | 49               | 21                   |
| Разом    | 199     | 47                 | 116              | 36                   |